# 11758 Sargent
11758 Sargent este un asteroid din centura principală de asteroizi.

## Descriere
11758 Sargent este un asteroid din centura principală de asteroizi. A fost descoperit pe 24 septembrie 1960 la Observatorul Palomar de Cornelis Johannes van Houten, Ingrid van Houten-Groeneveld și Tom Gehrels. Asteroidul prezintă o orbită caracterizată de o semiaxă mare de 3,14 ua, o excentricitate de 0,15 și o înclinație de 3,6° în raport cu ecliptica.